# Leptobarbus melanotaenia
Leptobarbus melanotaenia är en fiskart som beskrevs av Boulenger, 1894. Leptobarbus melanotaenia ingår i släktet Leptobarbus och familjen karpfiskar. Inga underarter finns listade i Catalogue of Life.